# Feuerwehr Baden-Baden

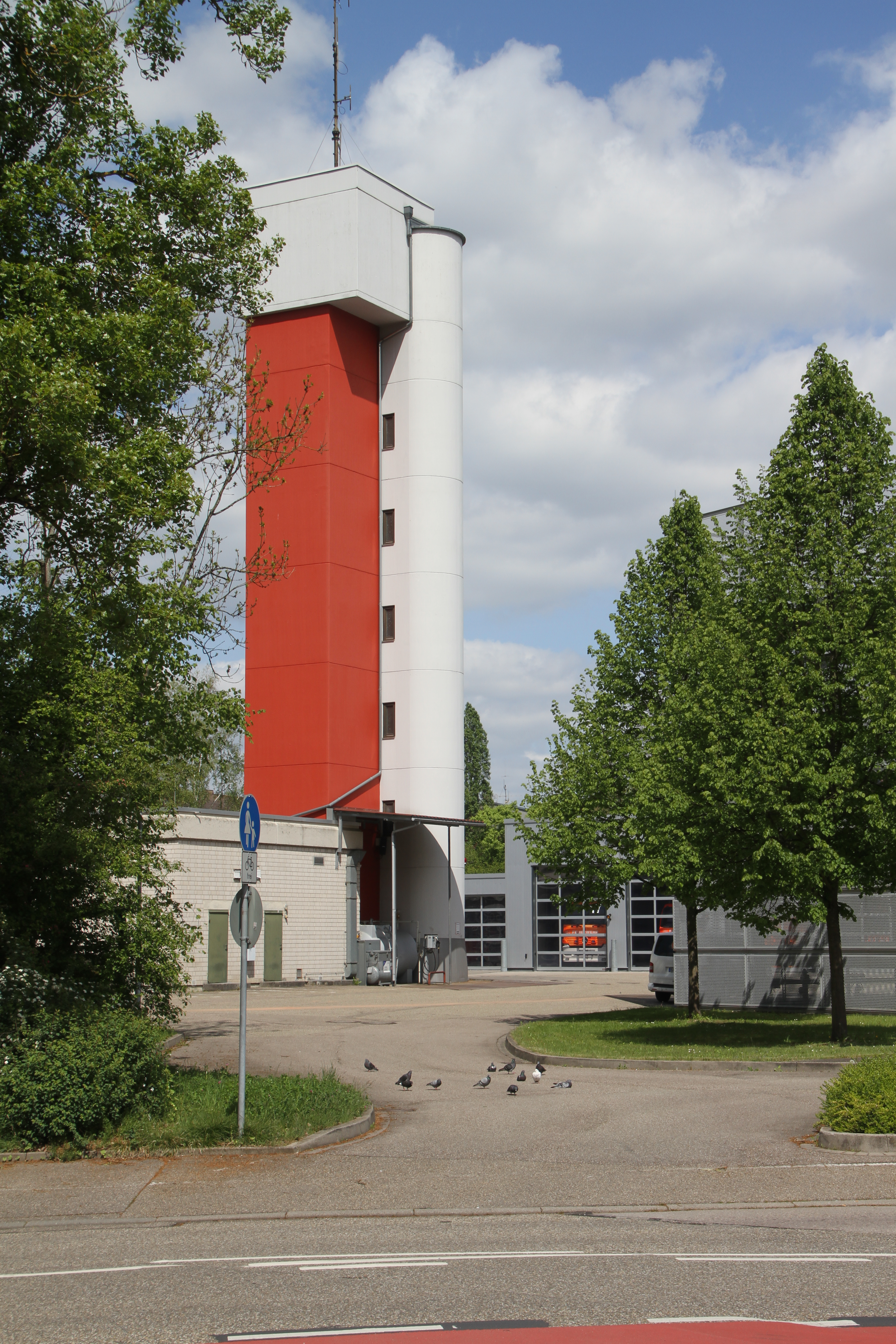
Feuerwache

Die Feuerwehr Baden-Baden mit Sitz in der Schwarzwaldstraße 50 in Baden-Baden ist verantwortlich für den Brandschutz, die Technische Hilfeleistung, den Katastrophenschutz und die Brandbekämpfung in der Stadt Baden-Baden. Sie gliedert sich in eine Einsatzabteilung der Berufsfeuerwehr (BF) und 10 Einsatzabteilungen der Freiwilligen Feuerwehr (FF). Den FF sind jeweils eine Altersabteilung sowie eine Jugendfeuerwehr angegliedert. An 5 Standorten wurden Kindergruppen eingerichtet.

## Organisation
Die Feuerwehr Baden-Baden ist organisatorisch dem Amt für Brand- und Bevölkerungsschutz zugeordnet, das dem Dezernat IV der Stadtverwaltung untersteht. Amtsleiter und Feuerwehrkommandant ist Christian Pilardeaux. Ihm nachgeordnet sind die Verwaltung, die Abteilungen Einsatzorganisation, vorbeugender Brandschutz, Katastrophenschutz, Technik, die Einsatzabteilungen sowie die Stabsstellen Bevölkerungssicherheit und Integrierte Leitstelle.

## Geschichte
Die Freiwillige Feuerwehr in Baden-Baden wurde als Pompier-Corps im Jahr 1847 nach dem Brand des Badischen Staatstheaters in Karlsruhe gegründet. Vorbild war das Pompier-Corps der damals noch selbstständigen Stadt Durlach. Nach dem Zweiten Weltkrieg erfolgte durch die französischen Zonen-Regierung, welche ihren Sitz in der Stadt hatte, eine Neuorganisation und die Gründung einer Hauptberuflichen Abteilung.

## Berufsfeuerwehr
Die Berufsfeuerwehr besteht aus 62 feuerwehrtechnischen Beamten, die in zwei Wachabteilungen die Feuerwache ständig besetzen. Die Einsatzabteilung der FF Stadtmitte ist im selben Gebäudekomplex untergebracht. Neben dem Einsatzdienst mit jährlich ca. 1600 Einsätzen, versehen die Einsatzbeamten ihren Dienst in den Abteilungen Einsatzorganisation, vorbeugender Brandschutz und Technik sowie in den Werkstätten für Fahrzeuge, Gerätetechnik, Elektrotechnik und Schutzausrüstung und in der Feuerwehrleitstelle. Die Berufsfeuerwehr Baden-Baden wurde im Jahr 2021 offiziell gegründet und ging aus der hauptberuflichen Abteilung hervor. Bereits ab 1921 existierten in Baden-Baden erste hauptberuflich organisierte Strukturen im Feuerwehrwesen.
Die Berufsfeuerwehr versieht ihren Dienst in der Feuerwache im 24 h Schichtdienst. Der Löschzug besteht aus einem Einsatzleitwagen (ELW 1), einem Hilfeleistungslöschgruppenfahrzeug (HLF 20) und einer Drehleiter (DLK 23/12) bzw. weiteren Sonderfahrzeugen und wird von 10 Personen besetzt.

### Einsatzführungsdienst
Bei der Feuerwehr Baden-Baden werden drei verschiedene Führungsdienste unterschieden, die lageabhängig die Einsatzleitung übernehmen. Diese werden als A-, B- und C-Dienst bezeichnet und sind an der Einsatzstelle anhand ihrer farbigen Kennzeichnungswesten zu erkennen. Die Bezeichnung der Führungsdienste orientiert sich hierbei an den Führungsstufen gemäß Feuerwehr-Dienstvorschrift (FwDV) 100 „Führung und Leitung im Einsatz“. Entgegen der bei vielen Berufsfeuerwehren üblichen Bezeichnung der Führungsdienste ist bei der Feuerwehr Baden-Baden somit nicht der A-Dienst die höchste Führungsstufe, sondern der C-Dienst.

#### A-Dienst
Der A-Dienst ist der Einheitsführer des HLF und wird an der Einsatzstelle durch eine blaue Weste gekennzeichnet.

#### B-Dienst
Die Funktion des B-Dienstes wird rund um die Uhr von einem Beamten des gehobenen feuerwehrtechnischen Dienstes besetzt. Er wird bei allen Einsätzen ab Zugstärke alarmiert und übernimmt in der Regel die Einsatzleitung, wenn bis zu zwei Züge an einer Einsatzstelle tätig sind. Der B-Dienst rückt mit einem Einsatzleitwagen (ELW) von der Feuerwache aus und wird an der Einsatzstelle durch eine gelbe Weste mit der Aufschrift „Einsatzleiter“ gekennzeichnet.

#### C-Dienst
Der C-Dienst ist ein Beamter des gehobenen oder höheren feuerwehrtechnischen Dienstes und kann gemäß FwDV 100 gemeinsam mit der so genannten Führungsgruppe auf dem Einsatzleitwagen 2 (ELW 2) Einsätze in Verbandstärke leiten. Er wird daher bei besonders großen oder komplexen Einsatzlagen oder spätestens ab drei Zügen an einer Einsatzstelle alarmiert. Der C-Dienst rückt tagsüber von der Feuerwache und nachts aus der Rufbereitschaft heraus aus und trägt an der Einsatzstelle eine gelbe Weste mit der Aufschrift „Einsatzleiter“.

### Fahrzeuge
Die Berufsfeuerwehr verfügt über verschiedene Einsatzfahrzeuge. Für das spezielle Einsatzgebiet (viele Waldflächen, große Höhenunterschiede, starkbefahrene Bahnstrecke) gibt es Sonderfahrzeuge wie das KEF auf Bremach T-Rex. Ebenso wird auf ein sehr umfangreiches Abrollbehälter-System gesetzt. Fahrzeuge der Berufsfeuerwehr werden im Bedarfsfall von der Abteilung Stadtmitte nachbesetzt und ebenfalls zur Einsatzstelle gebracht. Genauso dienen die primären Fahrzeuge der Abteilung Stadtmitte als Reserve bei Ausfällen.
| Anzahl | Fahrzeugtyp    | Funkrufname |
| ------ | -------------- | ----------- |
| 5      | KdoW           | 1/10-1 – 5  |
| 1      | Pkw            | 1/17-1      |
| 1      | ELW 1          | 1/11        |
| 1      | ELW 2          | 1/12        |
| 3      | MTF            | 1/19-1 – 3  |
| 1      | TLF 8/10       | 1/29        |
| 1      | TLF 20/40-SL   | 1/24        |
| 2      | DLK 23/12 n.B. | 1/33-1 – 2  |
| 1      | LF KatS        | 1/45        |
| 3      | HLF 20         | 1/46-1 – 3  |
| 1      | RW 2           | 1/52        |
| 1      | GW-Hörg        | 1/59        |
| 3      | WLF            | 1/65-1 – 3  |
| 1      | KEF            | 1/72        |
| 1      | Dekon-LKW P    | 1/93        |

Je nach Einsatzlage können mit den Wechselladerfahrzeugen folgende Abrollbehälter zum Einsatz gebracht werden:
| Abrollbehälter    | Einsatzzweck                                                           |
| ----------------- | ---------------------------------------------------------------------- |
| Gefahrgut         | Umfangreiche Beladung zur Abwicklung von Gefahrgutunfällen             |
| Hochwasser        | Auspumpen von Räumlichkeiten bei Hochwasser/Wasserschäden              |
| Pritsche/Plane    | Nachschub/Transport                                                    |
| Mulde             | Nachschub/Transport                                                    |
| Sonderlöschmittel | Beladen mit verschiedenen Sonderlöschmitteln (CO2, Pulver und Schaum)  |
| Atemschutz        | Nachschub und Atemschutzlogistik bei größeren Bränden                  |
| Schaum            | Beladen mit 4000 l alkoholbeständigem Schaummittel und FireFODS FD4000 |
| Tank              | Bereitstellen von großen Mengen Löschwasser                            |

## Freiwillige Feuerwehr
Die Freiwillige Feuerwehr besteht aus 10 Einsatzabteilungen mit jeweils einer Jugendfeuerwehr, 5 Kindergruppen und der Altersabteilung. Die Einsatzabteilungen der Freiwilligen Feuerwehr rücken jährlich zu ca. 330 Einsätzen aus. Die Einsätze werden eigenständig oder gemeinsam mit der Berufsfeuerwehr abgearbeitet.
Die Freiwillige Feuerwehr ist in folgende Einsatzabteilungen gegliedert:
| Anzahl | Fahrzeugtyp | Funkrufname |
| ------ | ----------- | ----------- |
| 1      | MTF         | 8/19        |
| 1      | LF 8/6      | 8/42        |

| Anzahl | Fahrzeugtyp | Funkrufname |
| ------ | ----------- | ----------- |
| 1      | MTF         | 9/19        |
| 1      | LF 10       | 9/42        |

| Anzahl | Fahrzeugtyp | Funkrufname |
| ------ | ----------- | ----------- |
| 1      | MTF         | 10/19       |
| 1      | LF 8/6      | 10/42       |

| Anzahl | Fahrzeugtyp      | Funkrufname |
| ------ | ---------------- | ----------- |
| 1      | MTF              | 5/19        |
| 1      | TLF 8/18         | 5/21        |
| 1      | TLF 16/23        | 5/23        |
| 1      | HLF 20/16        | 5/46        |
| 1      | GW-L KatS        | 5/74        |
| 1      | Schlauchanhänger |             |
| 1      | Pkw-Anhänger     |             |

| Anzahl | Fahrzeugtyp | Funkrufname |
| ------ | ----------- | ----------- |
| 1      | MTF         | 13/19       |
| 1      | LF 10       | 13/42       |
| 1      | GW-L KatS   | 13/74       |

| Anzahl | Fahrzeugtyp | Funkrufname |
| ------ | ----------- | ----------- |
| 1      | MTF         | 7/19        |
| 1      | HLF 10      | 7/43        |
| 1      | RW 1        | 7/51        |

| Anzahl | Fahrzeugtyp | Funkrufname |
| ------ | ----------- | ----------- |
| 1      | MTF         | 12/19       |
| 1      | TLF 8/18    | 12/21       |
| 1      | LF 8/6      | 12/42       |
| 1      | MZB         | 12/79       |

| Anzahl | Fahrzeugtyp    | Funkrufname |
| ------ | -------------- | ----------- |
| 1      | MTF            | 1/19-1      |
| 1      | DLK 23/12 n.B. | 1/33-2      |
| 1      | HLF 20         | 1/46-2      |

| Anzahl | Fahrzeugtyp        | Funkrufname |
| ------ | ------------------ | ----------- |
| 1      | MTF                | 11/19       |
| 1      | HLF 10             | 11/42       |
| 1      | WLF                | 11/65       |
| 1      | AB Schlauch        | AB Schlauch |
| 1      | AB Dekontamination | AB Dekon    |

| Anzahl | Fahrzeugtyp | Funkrufname |
| ------ | ----------- | ----------- |
| 1      | MTF         | 14/19       |
| 1      | LF 8/6      | 14/42       |

| Anzahl | Fahrzeugtyp | Funkrufname |
| ------ | ----------- | ----------- |
| 1      | MTF         | 15/19       |

## Integrierte Leitstelle
Seit April 2020 betreibt die Stadt Baden-Baden zusammen mit dem Landkreis Rastatt und dem Deutschen Roten Kreuz Kreisverband Bühl-Achern e. V. die Integrierte Leitstelle Mittelbaden, welche im Landratsamt in der Kreisstadt Rastatt untergebracht ist. Zuvor wurden die Notrufe und Einsätze in der Feuerwache selbstständig bearbeitet. Die ehemalige Feuerwehrleitstelle dient heute nur noch als technisch identische Rückfallebene der integrierten Leitstelle und als Einsatzzentrale bei Großschadenslagen.